# Henryk Mrozek
Henryk Andrzej Mrozek (ur. 28 listopada 1954 w Siemianowicach Śląskich) – polski samorządowiec, księgowy, od 1998 do 2002 prezydent Siemianowic Śląskich.
Ukończył Akademię Ekonomiczną w Katowicach. Pracował jako księgowy w Teatrze Śląskim i w siemianowickiej Fabryce Śrub i Nitów, był także założycielem NSZZ Solidarność przy drugiej z instytucji. Od 1996 do 1998 był wiceprezydentem u boku Włodzimierza Kulisza, a od 1998 sam sprawował funkcję prezydenta (mając tym razem Kulisza za zastępcę). W wyborach bezpośrednich z 2002 ubiegał się o stanowisko prezydenta i radnego z poparciem Konfederacji Ruch Obrony Bezrobotnych. Uzyskał 4,54% głosów i zajął przedostatnie siódme miejsce w wyborach prezydenckich. Jego następcą został Zbigniew Szandar, którego mandat wygaszono w 2003 (prawomocnie w 2006). W latach 2003–2005 był naczelnikiem wydziału finansowego miasta Piekary Śląskie.